# Glenea nigroapicalis
Glenea nigroapicalis là một loài bọ cánh cứng trong họ Cerambycidae.